# Притулок для неповнолітніх
Притулок для неповнолітніх — заклад, призначений для тимчасового розміщення неповнолітніх віком від 3 до 18 років, які потребують соціального захисту з боку держави.
Притулок для неповнолітніх є частиною системи спеціальних установ для неповнолітніх. Дані заклади створюються і підпорядковуються службам у справах неповнолітніх. Статус і засади діяльності притулку для неповнолітніх, порядок та умови тримання у них неповнолітніх регулюються Законом України «Про органи і служби у справах неповнолітніх та спеціальні установи для неповнолітніх» (1995), Типовим положенням про притулок для неповнолітніх, служби у справах неповнолітніх (затв. КМ України 9.VI 1997), Постановою від 31 грудня 2004 року № 1785 "Про внесення змін до Типового положення про притулок для неповнолітніх служби у справах неповнолітніх.

## Основні завдання закладу
- Соціальний захист позбавлених сімейного виховання дітей, які знаходяться в складних житлово-побутових умовах і на даний час не навчаються у відповідних освітніх закладах
- Створення відповідних житлово-побутових і психолого-педагогічних умов для повноцінної життєдіяльності дітей, надання їм можливості для навчання, праці та наповноненого дозвілля.

## Умови діяльності притулку
Діяльність притулку ґрунтується на принципах гуманізму, демократичності, поваги до особистості.
Питання відкриття чи припинення діяльності регулюється Радою міністрів Автономної Республіки Крим, обласною, Київською та Севастопольською міською, районною, районною у містах Києві та Севастополі держадміністрацією за погодженням з
Міністерством сім'ї молоді і спорту. Потім такий заклад підпорядковується відповідній службі у справах дітей. Для того, щоб відкрити притулок для неповнолітніх потрібна відповідна навчально-матеріальна база, зокрема приміщення, які відповідають
санітарно-гігієнічним нормам і вимогам пожежної безпеки та забезпечені необхідними видами комунально-побутових послуг. Для повноцінного функціонування адміністрація притулку повинна взаємодіяти з місцевими органами виконавчої влади, органами місцевого самоврядування, центрами соціальних служб, закладами охорони здоров'я.

## Мешканці притулку
- Діти, які заблукали.
- Діти, які були покинуті батьками або піклувальниками.
- Діти, які змушені жебракувати на вулиці і місце знаходження їх батьків не встановлено.
- Діти, які залишилися без піклування батьків (усиновителів) або опікунів (піклувальників).
- Діти, які з якихось причин залишили сім'ю чи навчальний заклад.
- Діти, місцеперебування яких вдома загрожувало їх життю та здоров'ю, тому вони були вилучені кримінальною міліцією у справах дітей органів внутрішніх справ із сімей
- Діти, які втратили зв'язок з батьками під час стихійного лиха, аварії, катастрофи, інших надзвичайних подій.
- Діти, які не мають постійного місця проживання і засобів до життя, підкинуті та безпритульні діти.
- Діти, які в силу обставин самі звернулися за допомогою до адміністрації притулку
- Діти, які відбували покарання у виді позбавлення волі на певний строк.

Виключенням є діти, які перебувають у стані алкогольного або наркотичного сп'яніння, психічно хворі або ті, що вчинили правопорушення.

## Умови перебування дітей у притулку
Діти можуть перебувати у притулку не більше як три місяці (90 діб). Коли проходить оздоровлення чи діти перебувають на карантині, то цей час не враховується у визначений час перебування. Перебування дітей фіксується у спеціальному журналі.
Перебуваючи у притулку, діти проходять обстеження, лікування, проживають у окремих кімнатах, об'єднуючись у групу до 10 осіб. Таких мешканців працівники притулку забезпечують сезонним одягом, харчуванням, навчанням. Створюються умови для реалізації різних гігієнічних та ін. потреб. Діти можуть залучатись до прибирання приміщень і території, при цьому враховуються їх вікові особливості. У створенні належних умов для проживання дітей залучаються юристи, педагоги, психологи, благодійні організації.
Працівники притулку проводять психолого-педагогічні обстеження дітей, виявлять причини, які привели дітей до притулку, встановлюють особу дітей, якщо через вік або з інших причин інформація відсутня. Інформація про дитину направляється батькам (опікунам), органам внутрішніх справ, навчальним закладам, інформують дітей або їх законних представників про можливість отримання безоплатної правової допомоги відповідно до Закону України «Про безоплатну правову допомогу». Адміністрація та працівники відповідають за життя дітей та в разі порушень прав дітей несуть відповідальність, передбачену законодавством.

## Вибуття з притулку
У сім'ю діти повертаються за письмовою заявою-зобов'язанням батьків (усиновителів), родичів (за погодженням служби у справах дітей) або опікунів (піклувальників) про забезпечення належного догляду за ними. В разі відсутності батьків (опікунів) діти направляються до регіональних притулків за місцем попереднього проживання. Неповнолітні віком від 16 років, які отримали паспорт, за письмовою згодою завідувача притулку можуть самостійно повернутися до батьків чи осіб, які їх замінюють. Повернення дітей, які перебувають на території інших держав, здійснюється відповідно до міжнародних угод.

## Сьогодення притулків для дітей
Притулки для неповнолітніх створені у багатьох містах України. Такий притулок у столиці України Києві було створено у серпні 1997 року, як заклад соціального захисту неповнолітніх на 100 осіб віком від 3 до 18 років, які потрапили в складні життєві обставини. Адміністрація притулку намагається спрямувати свої дії на соціальний і правовий захист дітей, які позбавлені батьківського піклування, жебракують, залишили освітні заклади, постраждали від жорстокого поводження та насильства.
У притулку створені відповідні умови для медичних послуг, навчання та дозвілля — діти навчаються у середній загальноосвітній школі № 248 Деснянського району за індивідуальними програмами. Працівники притулку, згідно з Положенням забезпечують своїх вихованців шестиразовим харчуванням, одягом, взуттям, місцем відпочинку. На базі притулку працює міський психологічний центр та «телефон довіри» для неповнолітніх.
У Миколаївські області у 1997 році службами у справах неповнолітніх області створено 3 притулки для неповнолітніх (у містах Миколаїв, Первомайськ, Вознесенськ). У притулках організовано харчування, медичне обслуговування, вживаються заходи соціальної реабілітації неповнолітніх, працівники намагаються повернути їх до життя у суспільстві. Проводиться робота щодо їх подальшого влаштування. В притулках організовано виховну роботу, заняття за програмами загальноосвітньої школи, здійснюється культурне обслуговування (екскурсії, свята, вечори відпочинку, концерти, вікторини тощо). За наслідками Всеукраїнського огляду-конкурсу у 2001 році Миколаївський притулок для неповнолітніх посів друге місце, а його директор — Клюйко С. М. відзначена подякою Президента України.
Протягом 2005 року притулками надано допомогу 748 неповнолітнім.
Одним із притулків Одеської області є Ізмаїльський притулок для неповнолітніх. В притулку продовж 2006 року побували 116 дітей і підлітків, які тимчасово залишилися без уваги дорослих. Одночасно в притулку можуть утримуватись до 30 дітей віком від трьох до 18 років. Для дітей, які потрапили в особливо складні умови, при притулку діє Центр соціально-педагогічної корекції і соціальної реабілітації неповнолітніх.
Притулком для неповнолітніх у м. Кременчуці Полтавської області опікується Полтавська обласна рада. У 2011 році на утримання притулку для неповнолітніх було направлено 32,6 тис. грн.
Подібний притулок є і в Харкові, Львові, Чернівцях та ін.. містах України.